# Mangup
Mangup (en ucraniano: Мангуп, en ruso: Мангуп, en tártaro de Crimea: Mangup), es un castillo localizado en Crimea. El castillo también es conocido como Mangup Kale, es una fortaleza histórica en Crimea, situada en una meseta a unos 9 kilómetros al este de Sebastopol; se eleva a 600 metros sobre los valles circundantes. En la época medieval era conocido como Doros, más tarde se le dio el nombre de Mangup Kipchak (kale significa fortaleza).
Una inscripción del siglo XIV hallada en la ciudad la denominaba la «fortaleza de Teodoro, custodiada por Dios» y a sus ciudadanos, Teodoritas. Los documentos genoveses se referían a la ciudad como Tedoro, Todoro, Theodori, Teodori, Thodori, Tedori y Todori. Estos nombres derivan de los nombres griegos del lugar.